# Ванктывис
Ванктывис (устар. Ванк-Ты-Вис, Ванк-Ты-Йоль) — река в Шурышкарском районе Ямало-Ненецкого АО. Исток находится на южной стороне озера Ванкто, устье — в 55 км по левому берегу реки Войкар. Длина реки 61 км.

## Данные водного реестра
По данным государственного водного реестра России относится к Нижнеобскому бассейновому округу, водохозяйственный участок реки — Обь от впадения реки Северная Сосьва до города Салехард, речной подбассейн реки — бассейны притоков Оби ниже впадения Северной Сосьвы. Речной бассейн реки — (Нижняя) Обь от впадения Иртыша.